# Boulevard de l'Embouchure
Le boulevard de l'Embouchure (en occitan : baloard de l'Embocadura) est une voie publique de Toulouse, chef-lieu de la région Occitanie, dans le Midi de la France. Il borde au sud le quartier des Minimes, dans le secteur 3 - Nord. Il longe le canal du Midi et est parallèle au boulevard de la Marquette au sud.

## Situation et accès

### Voies rencontrées
Le boulevard de l'Embouchure rencontre les voies suivantes, d'est en ouest, dans l'ordre des numéros croissants (« g » indique que la rue se situe à gauche, « d » à droite) :
1. Pont des Minimes (g)
2. Avenue des Minimes (d)
3. Impasse des Minimes (d)
4. Impasse Castéra (d)
5. Rue Montesquieu (d)
6. Rue de Chaussas (d)
7. Avenue Émile-Dewoitine (d)
8. Passerelle Kléber-Haedens - accès piéton (g)
9. Chemin du Sang-de-Serp (d)
10. Rue Montmorency (d)
11. Impasse de l'Embouchure (d)
12. Rue Roland-Garros (d)
13. Pont du Béarnais (g)
14. Rue Charles-Baudelaire (d)
15. Rue Paul-Krüger (d)
16. Rue Cécile-Brunschvicg (d)
17. Pont Sanières (g)
18. Square de la Vierge-Rouge (d)
19. Boulevard de Suisse (d)
20. Ponts-Jumeaux (g)
21. Boulevard de Genève (d)

## Odonymie
Le boulevard de l'Embouchure porte depuis 1869 ce nom car il mène au port de l'Embouchure, aux Ponts-Jumeaux, à l'« embouchure » du canal du Midi qui, par une dernière écluse – l'écluse de l'Embouchure – rejoint la Garonne. Ce nom se retrouve également pour le pont qui a été construit en 1980 au-dessus du fleuve, lors du prolongement de la rocade ouest.

## Histoire

### Époque contemporaine
En 1870, le projet de la Société des cités ouvrières et industrielles doit permettre aux ouvriers les plus modestes d'acquérir une maison avec jardin contre le paiement progressif en versements étalés sur plusieurs années. En cinq ans, 400 maisons sont construites pour la Cité ouvrière, le long du chemin du Béarnais (actuelle rue Roland-Garros), sur une propriété du comte Auguste de Brettes-Thurin. Ce sont 2 500 personnes environ qui habitent les maisons du quartier. La Cité ouvrière est traversée de plusieurs rues, absorbées vers 1900 au domaine public : rue Paul-Krüger, rue du Milieu (actuelle rue Charles-Baudelaire) et rue Charles-Gounod.
En 1972, la résidence de l'Embouchure est construite à l'angle de la rue de Montmorency (actuel no 62).
Surtout, le démarrage en 1981 des travaux de la ZAC de Compans-Caffarelli, de l'autre côté du canal du Midi, entre le boulevard Lascrosses et le boulevard de la Marquette, accélère le besoin de renouvellement urbain le long du boulevard de l'Embouchure. Progressivement, les installations industrielles et artisanales sont démolies pour faire place à de nouveaux projets urbains. En 1984, les bâtiments industriels de la Compagnie commerciale et industrielle du Midi, les établissements Mauriès et la société Davum, compris entre le boulevard de l'Embouchure et les rues Roland-Garros, Charles-Gounod et Montmorency, sont concernés par la mise en place de la ZAC du Béarnais. Le programme porte sur la construction de 457 logements, confiés à l'Office public HLM de la ville, la société HLM des Chalets, OPI et la SOPRA, réalisés entre 1984 et 1987 (actuels no 67-88). En 1986, c'est l'ensemble d'immeubles de bureaux Central Parc 1 et 2 (actuels no 54-57) qui est construit à l'emplacement des établissements Magnant, face au nouveau jardin de Compans-Caffarelli et, plus largement, au nouveau centre d'affaires. En 1989, la passerelle Kléber-Haedens est construite au-dessus du canal, permettant de relier les deux rives du canal.
Au début du XXIe siècle, l'aménagement de la ZAC des Ponts-Jumeaux vise à transformer la dernière parcelle industrielle du boulevard de l'Embouchure, entre le boulevard de Suisse et la rue Paul-Krüger.
Dans le même temps, les abords du boulevard de l'Embouchure doivent s'intégrer au projet de parc Canal, qui vise la mise en valeur des abords des trois canaux de Toulouse – canal du Midi, canal de Brienne et canal de Garonne.

## Patrimoine et lieux d'intérêt

### Canal du Midi
Patrimoine mondial (1996).
Le boulevard de l'Embouchure longe le canal du Midi. La première partie du canal, entre la Garonne, à Toulouse, et le seuil de Naurouze, est creusée entre 1667 et 1671.
Le cours du canal est rythmé par deux écluses : 

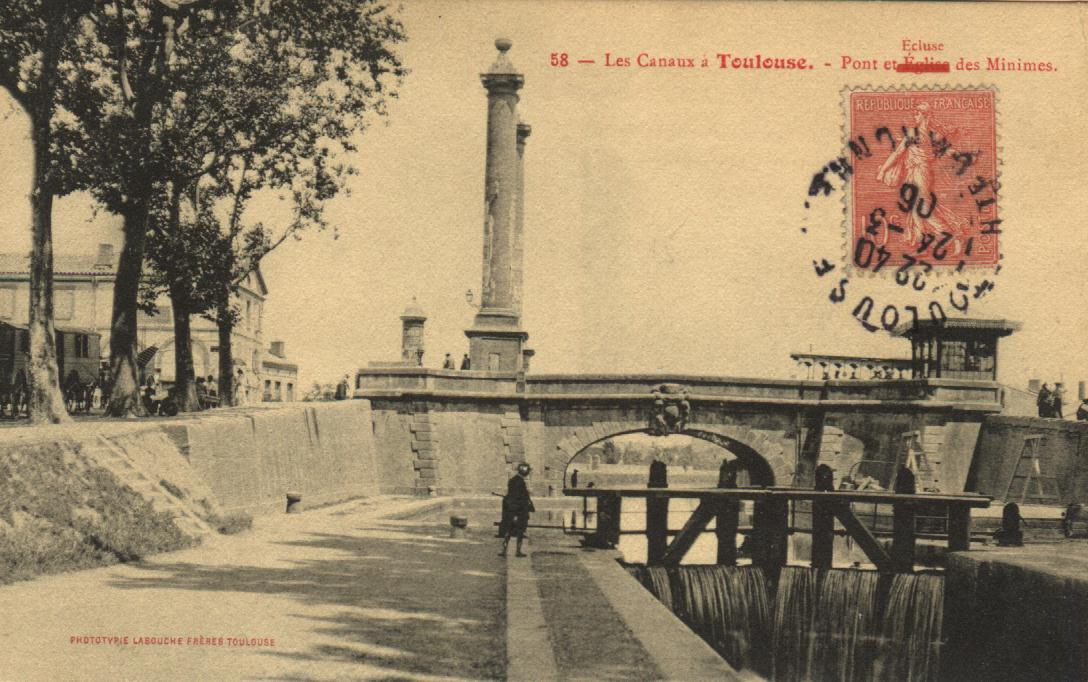
Le pont et l'écluse des Minimes vers 1906 (carte postale, Labouche Frères).

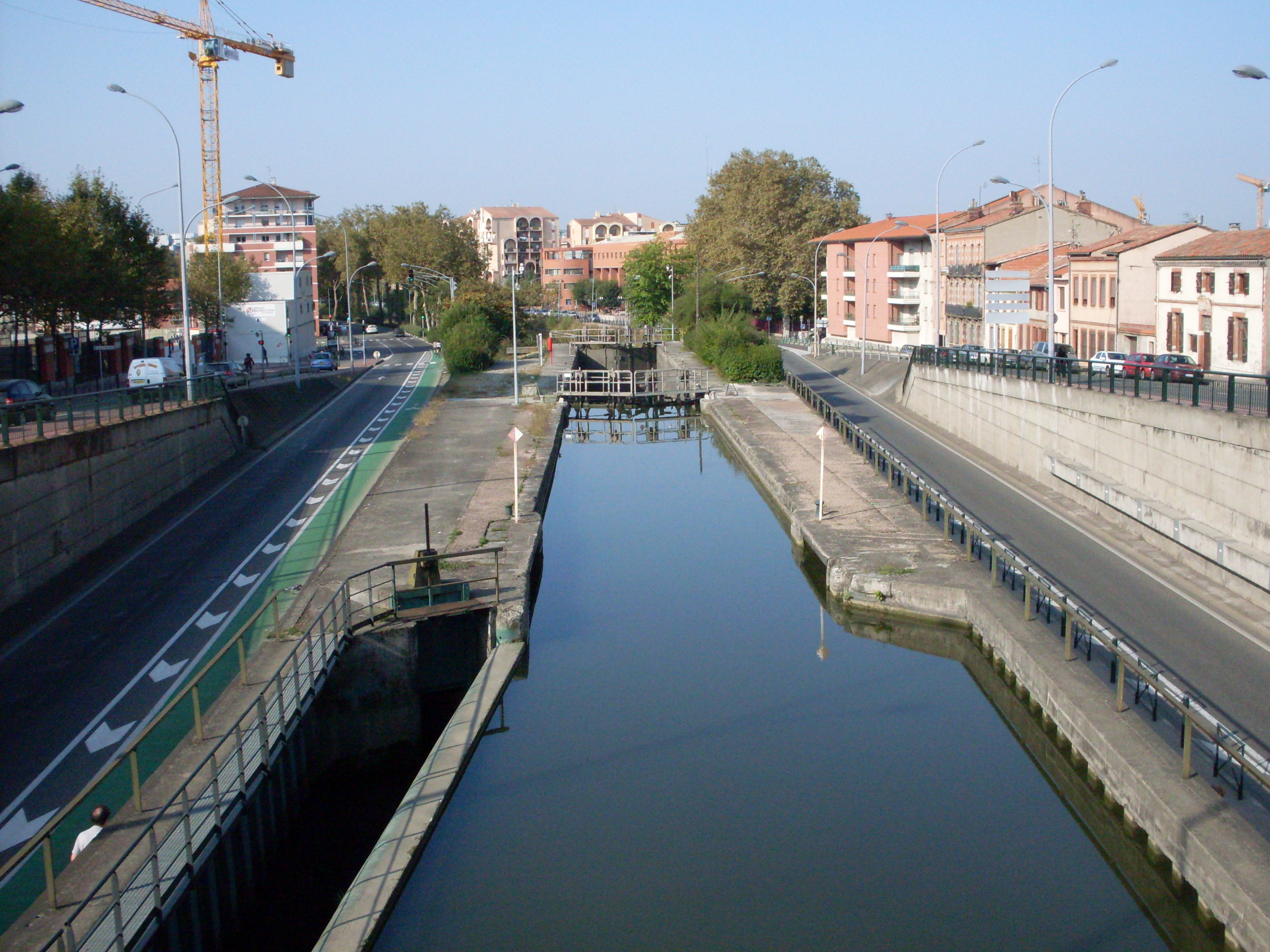
L'écluse des Minimes entre le boulevard de la Marquette et le boulevard de l'Embouchure.

- écluse des Minimes. 
La première écluse est construite vers 1667 sur un modèle d'écluse simple, pourvue de bajoyers rectilignes d'une hauteur considérable afin de franchir l'importante dénivellation. En 1669 cependant, les maçonneries des bajoyers, trop fragiles, cèdent. L'écluse est reconstruite sur le modèle d'écluse double à bajoyers courbes, expérimenté pour l'écluse de Castanet. Deux moulins, profitant de la forte dénivellation, sont établis sur la rive gauche. Le moulin d'amont est abandonné avant 1830, tandis que le moulin d'aval, rehaussé vers 1840, est détruit dans les années 1970. L'écluse est modernisée en 1978. Les maçonneries de pierre et de brique des bajoyers sont conservées, mais il s'agit d'abandonner le modèle d'écluse double au profit d'une écluse simple, plus rapide à franchir par les péniches. Pour cela, le bassin d'aval est allongé par une extension en béton de dix mètres, tandis que le bassin d'amont est abandonné. L'entrée de l'écluse en aval est signalée par un poste de commandement[7].

- no  8 : maison éclusière des Minimes. 
La maison éclusière est construite en 1847 sur les plans de l'architecte Urbain Maguès. La façade sur le boulevard est symétrique et se développe sur deux niveaux – un rez-de-chaussée et un étage –, séparés par un cordon de brique. La porte est surmontée d'une plaque en fonte indique la distance entre l'écluse des Minimes et les écluses les plus proches. Les élévations sont couronnées d'une corniche en génoise[8].

- écluse du Béarnais.

Le canal est également franchi par plusieurs ponts et passerelle : 
- pont des Minimes. 
Le premier pont des Minimes est construit en 1683, lors du creusement du canal du Midi. Il est reconstruit entre 1761 et 1762 par l'ingénieur Joseph-Marie de Saget, à la demande des États de Languedoc. Il est embelli en 1838 par l'érection de deux colonnes, hautes de 18 mètres, au-dessus des guérites de l'octroi. Mais l'augmentation de la circulation sur l'avenue des Minimes amène le conseil municipal à décider l'élargissement du pont : en 1940, les colonnes sont abattues et des trottoirs en béton sont aménagés en encorbellement, puis, en 1966, la démolition est décidée. Il est effectivement détruit en 1968.
Le nouveau pont est construit entre 1968 et 1969. Il se compose d'une seule travée de 41 mètres de long, qui enjambe le canal et une voie de circulation sur chaque berge du canal. Le tablier, en béton précontraint, est supporté par six poutres. Les garde-corps sont métalliques[9],[10].

- passerelle Kléber-Haedens. 
La passerelle est construite en 1989 lors de l'aménagement d'un nouveau quartier au-delà du boulevard de l'Embouchure, autour du chemin du Sang-de-Serp. Elle est nommée en l'honneur de Kléber Haedens (1913-1976), écrivain et journaliste proche de Charles Maurras et de l'Action française, souvent rattaché à l'école littéraire des « Hussards ». La passerelle est construite en béton précontraint. L'aspect massif de l'ensemble est adouci par la part qui est donnée à la végétalisation, afin de l'intégrer au alignements d'arbres du canal du Midi et au jardin de Compans-Caffarelli. Elle se compose d'un tablier de trois travées, long de 65 mètres, qui enjambe le canal et les voies de circulation. Les garde-corps des escaliers et les arêtes du tablier sont soulignés par des carreaux verts de céramique[11].
- pont du Béarnais.

- pont Sanières. 
Le pont est construit entre 1967 et 1968 afin de résoudre le problème de l'augmentation de la circulation automobile au niveau des Ponts-Jumeaux. Il est nommé en l'honneur du docteur Louis Sanières (1903-1964), radiologue toulousain engagé dans de nombreuses œuvres sociales[12]. Le pont se compose d'un tablier de béton de 16 mètres de large. Il repose sur des culées en béton couvertes d'un plaquis de brique[13].

### Immeubles et maisons
- no  20 : maison (premier quart du XXe siècle)[14].

- no  48 : résidence Maurice-Sarraut. 
La résidence est construite dans les années 1950, au profit des employés de la Dépêche du Midi et à l'initiative de son propriétaire, Jean Baylet. Elle prend le nom de Maurice Sarraut, ancien propriétaire de la Dépêche, figure majeure du radicalisme toulousain, assassiné par la Milice en 1943. 
L'ensemble consiste en trois bâtiments disposés autour d'une cour centrale, dévolue au stationnement des voitures. Les bâtiments, de plan rectangulaire, ont une ossature en béton et s'élèvent sur quatre étages. Au rez-de-chaussée, occupé par les espaces de service et des garages, les façades sont couvertes d'enduit et simplement percées de petites lucarnes. Les étages sont couverts de dalles de gravier. Les lignes horizontales des balcons viennent en briser la monotonie[15].

- no  92 : immeuble (vers 1938, Raymond Sorribas)[16].

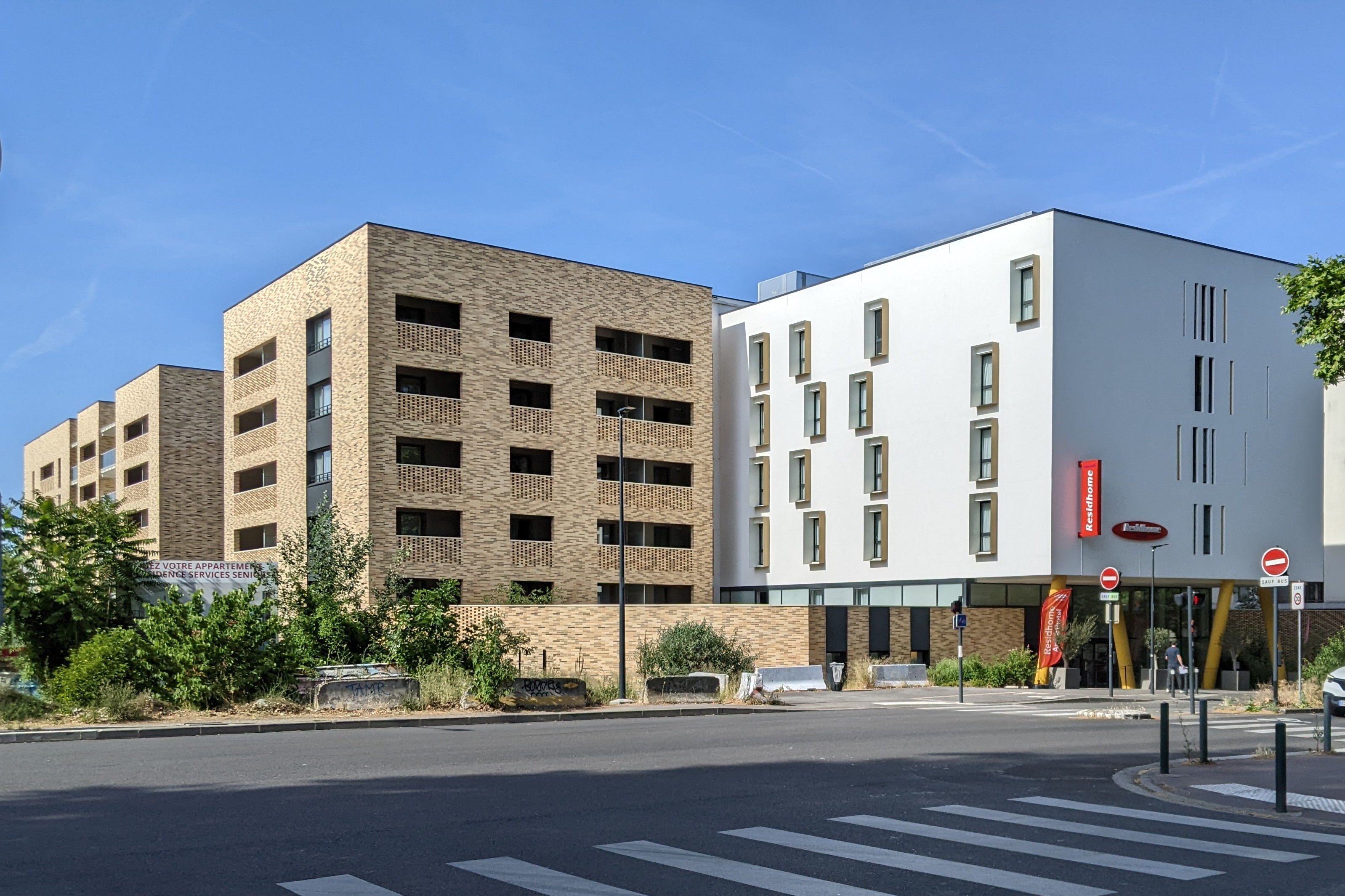
no 105 : Résidhome Ponts Jumeaux.

- no  105 : Résidhome Ponts Jumeaux. 
La résidence hôtelière Résidhome Ponts Jumeaux est construite entre 2018 et 2020, dans le cadre de l'aménagement de la ZAC des Ponts-Jumeaux, par l'agence toulousaine Macaddam. Le projet est mené pour le compte du groupe Réside Études. Le rez-de-chaussée, largement éclairé par les baies vitrées, concentre un hall d'accueil, des salons communs et la salle du petit-déjeuner. Les cinq étages sont occupés par les 96 logements.

### Hôtel de Police
L'hôtel de Police abrite le commissariat central et la direction départementale de la Sécurité publique de la Haute-Garonne. Il est construit en 1993 sur les plans du cabinet d'architectes Yvonnick Corlouër et François Linarès.